# Alberto I di Namur
Alberto o Adalberto (circa metà X secolo – 1010 circa) è stato un nobile francese, fu il secondo conte di Namur dall' 980 circa, alla sua morte.

## Origine
Sia secondo il Cartulaire de la commune de Namur, tome premier, che secondo gli Actes des comtes de Namur de la première race, 946-1196, Albero era figlio del primo conte di Namur, Roberto I e della moglie, che, secondo lo storico francese, Christian Settipani, specializzato nella genealogia dei personaggi dell’Antichità e dell'Alto Medioevo, nel suo Onomastique et Parenté dans l'Occident medieval (Prosopographica et Genealogica, Vol. 3), era Liutgarda, figlia di Adalberto I, conte di Metz (non consultato).
Roberto I dalla moglie (Liutgarda) ebbe cinque figli.
Di Roberto I di Namur non si conoscono gli ascendenti. Secondo le Europäische Stammtafeln, volume VII, capitolo 68, era figlio di Berengario; anche secondo la Vita Gerardi Abbatis Broniensis del Monumenta Germanica Historica, Scriptores, Tomus XV. Pars II, Roberto era parente di Berengario, che quando, quest'ultimo viene citato come conte di Namur, continua affermando che la sua progenie mantenne quel feudo (comes Berengarius Nammucensi castro praesidebat, cuius stirpis posteritas ibidem hactenus perstat).

## Biografia
Secondo gli Actes des comtes de Namur de la première race, 946-1196, Alberto lo si trova citato, per la prima volta, col titolo di conte di Namur in un documento del 981.
Nel 992, col documento, nº 92 del Diplomatum Regum et imperatorum Germaniae, Tomi II il futuro imperatore del Sacro Romano Impero, Ottone III di Sassonia (Otto divina propitiante clementia Romanorum rex), conferma ad Alberto (comiti etiam Namuci Adelberto), l'abbazia (Abbaye Saint-Gérard de Brogne) di Brogne (monasterium nomine Bronium sue ecclesie subiectum in pago Lomacensis situm).
Ancora secondo il Cartulaire de la commune de Namur, tome premier, Alberto ingrandì la città di Namur espandendola oltre la riva sinistra del fiume Sambre, costruendo nuove mura
Di Alberto I non si conosce la data esatta della morte.
Secondo gli Actes des comtes de Namur de la première race, 946-1196, Alberto morì prima del 1011.
Ad Alberto I succedette il figlio primogenito Roberto, come Roberto II, che nel 1013, viene citato conte di Namur (Rotberdo Namurcensi comite), nelle Gesta Episcoporum Cameracensium III.

## Matrimonio e discendenza
Alberto I, sia secondo il Cartulaire de la commune de Namur, tome premier, che secondo gli Actes des comtes de Namur de la première race, 946-1196, aveva sposato Ermengarda, che, secondo la Genealogica comitum Buloniensium era figlia del carolingio, Carlo I di Lorena, Duca della Bassa Lorena (Lotaringia), mentre secondo il Gestorum Abbatem Trudonensium Continuatio Tertia, era figlia del Duca della Bassa Lorena (Lotaringia), Ottone, figlio di Carlo I di Lorena; anche il Fundatio Ecclesiæ S. Albani Namucensis, oltre confermare il matrimonio di Alberto I ed Ermengarda confermandola discendente dei Carolingi.
Le nozze erano avvenute prima del 991, in quanto Ermengarda non viene citata col padre, Carlo, quando quest'ultimo venne incarcerato, come dal Richeri Historiæ IV.
Alberto I da Ermengarda) ebbe sei figli:
- Roberto II († prima del 1031), conte di Namur[8]
- Alberto II († 1063 circa), conte di Namur[10]
- Edvige (circa 1005 - 1080), come viene confermato dalla Genealogica ex Stirpe Sancti Arnulfi descendentium Mettensis[16], che aveva sposato Gerardo, Conte di Metz e Chatenoy e Duca di Lorena[17];
- Liutgarda o Emma, che sposò Otton conte di Looz, come viene confermato dalla Genealogica ex Stirpe Sancti Arnulfi descendentium Mettensis[16] e dalla Ex Vita Arnulfi Episcopi Suessioniensis I.[18]
- Oda o Goda, come viene confermato dalla Ex Vita Arnulfi Episcopi Suessioniensis I.[18]
- Ermengarda, come viene confermato dalla Ex Vita Arnulfi Episcopi Suessioniensis I.[18].

### Fonti primarie
- (LA)  Monumenta Germaniae Historica, Diplomatum Regum et imperatorum Germaniae, Tomi II, Pars prior, Ottonis II Diplomata
- (LA)  Monumenta Germaniae Historica, Scriptorum, Tomus III
- (LA)  Monumenta Germaniae Historica, Scriptorum, Tomus VII
- (LA)  Monumenta Germaniae Historica, Scriptorum, Tomus XV. Pars II
- (LA)  Monumenta Germaniae Historica, Scriptorum, Tomus X
- (LA)  Monumenta Germaniae Historica, Scriptorum, Tomus IX
- (LA)  Monumenta Germaniae Historica, Scriptorum, Tomus XXV

### Letteratura storiografica
- (FR)  Cartulaire de la commune de Namur, tome premier
- (FR)  Actes des comtes de Namur de la première race, 946-1196